# Jin Ki-joo
Dans ce nom coréen, le nom de famille, Jin, précède le nom personnel.
Jin Ki-joo (hangeul : 진기주 ; hanja : 秦基周 ; RR : Jin Giju ; MR : Chin Kichu) est une actrice sud-coréenne, née le 26 janvier 1989 à Séoul.

## Biographie

### Jeunesse et formations
Jin Ki-joo naît le 26 janvier 1989 à Séoul. Elle étudie à l'université Chung-Ang.
Au début des années 2010, elle travaille comme employée dans la société de Samsung SDS, puis comme journaliste dans Gangwon No.1 Broadcasting (G1) (en) — filiale régionale de Seoul Broadcasting System (SBS).
En octobre 2014, elle entre dans le concours de beauté Supermodel, à la télévision sur SBS, et remporte le prix Olivia Lauren, ce qui lui permet de signer plus tard avec une des agences artistiques.

### Carrière
En 2015, Jin Ki-joo commence sa carrière d'actrice à la télévision, en apparaissant dans la série télévisée Second 20s (두번째 스무살), une comédie romantique où elle joue Park Seung-hyeon.
En janvier 2017, elle est choisie, avec l'acteur Ryu Jun-yeol, pour le rôle d'une fille campagnarde désirant voir la grande ville dans son premier long métrage dramatique Petite Forêt (리틀 포레스트) de Yim Soon-rye, pour lequel elle remporte le prix de la meilleure actrice et des nominations dans de différentes cérémonies importantes en Corée du Sud,,,.
En 2018, elle apparaît dans le rôle important la série dramatique Misty (미스티) et dans le rôle principal dans la série de thriller mélodramatique Come and Hug Me (이리와 안아줘).
En août 2019, aux côtés de Wi Ha-joon, elle est engagée pour interpréter le rôle principal, une jeune femme sourde traquée par un tueur en série, dans le thriller Midnight Silence (미드나이트) de Kwon Oh-seung. Le film sort le 30 juin 2021, à la fois dans les salles sud-coréennes et en streaming sur TVING. Dans la même année, elle est dans la série, une comédie romantique The Secret Life of My Secretary (초면에 사랑합니다).

## Filmographie

### Cinéma

#### Longs métrages
- 2018 : Petite Forêt (리틀 포레스트) de Yim Soon-rye : Joo Eun-sook
- 2021 : Midnight Silence (미드나이트) de Kwon Oh-seung : Kyeong-mi

prochainement
- 2022 : The Land of Happiness (행복의 나라) de Choo Chang-min[15]

#### Court métrage
- 2018 : Unknown Woman (김종관) de Kim Jong-kwan : Hae-kyung[16],[17]

### Télévision

#### Séries télévisées
- 2015 : Second 20s (두번째 스무살) : Park Seung-hyeon (14 épisodes)
- 2015 : Splash Splash Love (퐁당퐁당 LOVE) : So-hyeon / la reine Soheon (2 épisodes)
- 2016 : One More Happy Ending (한번 더 해피엔딩) : An Soon-soo (saison 1, épisode 7)
- 2016 : The Good Wife (굿 와이프) : Song Hee-soo
- 2016 : Moon Lovers: Scarlet Heart Ryeo (달의 연인 - 보보경심 려) : Chae-ryeong (12 épisodes)
- 2017 : Wednesday 3:30 PM (수요일 오후3시30분) : Seon Eun-woo
- 2017 : Ruler: Master of the Mask (군주 - 가면의 주인) : Choi Kang-seo
- 2018 : Misty (미스티) : Han Ji-won (16 épisodes)
- 2018 : Come and Hug Me (이리와 안아줘) : Han Jae-yi / Gil Nak-won (32 épisodes)
- 2019 : The Secret Life of My Secretary (초면에 사랑합니다) : Jeong Gal-hee (32 épisodes)
- 2020-2021 : Homemade Love Story (오! 삼광빌라) : Lee Bit Chae Woon (100 épisodes)
- 2022 : From Now On, Showtime! (지금부터, 쇼타임!) : Go Seul-hae
- 2024 : Uncle Samsik (삼식이 삼촌) : Joo Yeo-jin

## Distinctions

### Récompenses
- Supermodel Contest 2014 : prix Olivia Lauren[3]
- MBC Drama Awards 2018 : meilleur couple dans Come and Hug Me (이리와 안아줘) (prix partagé avec Jang Ki-yong)
- Chunsa Film Art Awards 2019 : meilleure actrice débutante dans  Petite Forêt (리틀 포레스트)[18]
- KBS Drama Awards 2020[19] :
  - Prix d'excellence de la meilleure actrice dans Homemade Love Story (오! 삼광빌라)
  - Meilleur couple dans Homemade Love Story (오! 삼광빌라) (prix partagé avec Lee Jang-woo et Jeong Bo-seok)[20]

### Nominations
- APAN Star Awards 2018 : meilleure actrice débutante dans Misty (미스티)[21]
- Baeksang Arts Awards 2018 : meilleure actrice dans Petite Forêt (리틀 포레스트)
- Buil Film Awards 2018 : meilleure actrice débutante dans  Petite Forêt (리틀 포레스트)
- Grand Bell Awards 2018 : meilleure actrice débutante dans  Petite Forêt (리틀 포레스트)
- MBC Drama Awards 2018 : prix d'excellence de la meilleure actrice dans Come and Hug Me (이리와 안아줘)
- The Seoul Awards 2018 : meilleure actrice débutante dans  Petite Forêt (리틀 포레스트)[22]
- SBS Drama Awards 2019 : prix d'excellence de la meilleure actrice dans The Secret Life of My Secretary (초면에 사랑합니다)
- APAN Star Awards 2021 : prix d'excellence de la meilleure actrice dans la série télévisée Homemade Love Story (오! 삼광빌라)[23]